# 1-9
De jaren 1-9 (van de christelijke jaartelling) zijn een decennium in de 1e eeuw.

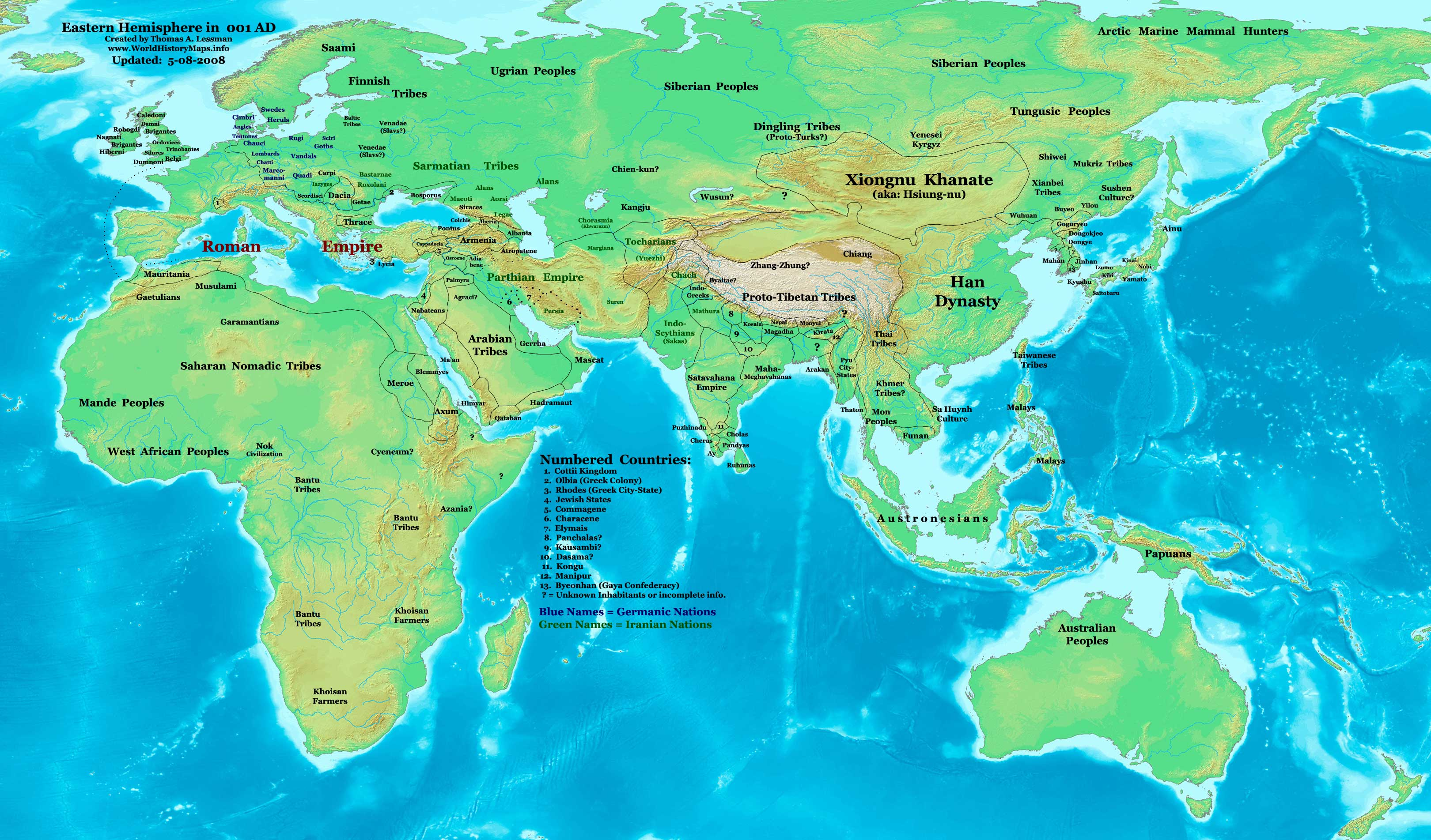
Het oostelijke halfrond ten tijde van het jaar 1

## Het jaar nul
- 0 (jaar): Het jaar nul bestaat in geen enkele jaartelling. Het begin van de gangbare jaartelling is de Geboorte van Jezus. Vanaf dat moment spreekt men van voor Christus en na Christus. Dit beginpunt is in 525 door een monnik Dionysius Exiguus berekend.

## Belangrijke gebeurtenissen

### Romeinse Rijk
- 1 na Chr. : Koning Tigranes IV van het koninkrijk Armenië sterft. De Romeinen zetten hun stroman Ariobarzanes II van Atropatene op de troon. Een plaatselijke leider komt in opstand en tijdens onderhandelingen verwondt hij Gaius Julius Caesar, de kleinzoon en gedoodverfde opvolger van keizer Augustus.
- 4 : Gaius Julius Caesar sterft aan zijn verwondingen. Zijn jongere broer, de onbekwame Agrippa Postumus is nu de eerste lijn. Keizer Augustus adopteert Tiberius, de zoon van zijn vrouw Livia. Tiberius moet wel eerst zijn neef Germanicus adopteren alvorens zelf geadopteerd te worden.
- 6 : Judea en Samaria worden onder direct Romeins bestuur geplaatst. Herodes Archelaüs wordt naar Gallië gedeporteerd.
- 6-8 : Bellum Batonianum, ook de Oorlog van de Bato's of de Illyrische opstand of Pannonische opstand genoemd, vindt plaats in Illyrië. Een verbond van Illyriërs komt in opstand tegen het Romeinse Keizerrijk.
- 9 : Slag bij het Teutoburgerwoud. Drie Romeinse legioenen worden in het Teutoburgerwoud verslagen door Arminius (Herman), aanvoerder der Cherusken en een leger van de Marcomannen onder Marbod, de Romeinse veldheer Varus pleegt zelfmoord.

### Parthië
- 7 : Orodes III, koning van Parthië, wordt vermoord. De Parthen vragen aan de Romeinen of ze een van de zonen van Phraates IV, die als gijzelaars in Rome vertoeven, mogen aanstellen als hun nieuwe koning. Vonones I bestijgt de Parthische troon.

## Kunst en cultuur
- De dichter Ovidius in Rome wordt naar Tomi, aan de Zwarte Zee, verbannen, waarschijnlijk vanwege zijn dichtbundel "Ars amatoria", een libertijns werk.

## Belangrijke personen
- Tigranes V, koning van Armenië.
- Wang Mang, keizer van China.
- Arminius, Romeins officier van Germaanse komaf die de Romeinen versloeg in de Slag bij het Teutoburgerwoud.
- Suinin, 11e keizer van Japan.
- Phraataces, koning der Parthen.
- Orodes III, koning der Parthen.
- Vonones I, koning der Parthen.
- Artabanus II, koning der Parthen.
- Imperator Caesar Augustus, de eerste keizer van Rome.
- Gaius Vipsanius Agrippa, Romeins generaal.
- Titus Livius, Romeins historicus.
- Ovidius, Romeins dichter.
- Publius Sulpicius Quirinius, Romeins senator en proconsul van Syria.
- Hillel, Joods wetgeleerde en afstammeling van Koning David.
- Sjammai, de grondlegger van de farizese school en de belangrijkste mededinger van Hillel.
- Tiberius Claudius Nero, Romeins generaal, staatsman en toekomstig keizer.

<< · (0) · 1 · 2 · 3 · 4 · 5 · 6 · 7 · 8 · 9 · >>
<< · 1-9 · 10-19 · 20-29 · 30-39 · 40-49 · 50-59 · 60-69 · 70-79 · 80-89 · 90-99 · >>